# Денихівка
Де́нихівка — село в Україні, у Тетіївській міській громаді Білоцерківського району Київської області. Розташоване на обох берегах річки Дубравка (права притока Роськи) за 12 км на південний схід від міста Тетіїв. На околиці села знаходиться станція Денгофівка. Населення становить 1 715 осіб (станом на 1 липня 2021 р.).

## Населення

### Мова
Розподіл населення за рідною мовою за даними перепису 2001 року:
| Мова       | Відсоток |
| ---------- | -------- |
| українська | 98,22%   |
| російська  | 1,54%    |

## Сьогодення
Цей населений пункт є одним із найбільших сіл Тетіївського громади. В селі раніше діяв Шевченківський цукровий завод, дослідне господарство, декілька фермерських господарств. Функціонує загально освітня школа І-ІІІ ступенів, два дитячих садки. На базі школи діють творчі гуртки.
Діє залізнична станція Денгофівка (залізниця Козятин — Жашків). На вокзалі є каса і зал очікування.
У селі є невеличкий спиртовий завод, медична амбулаторія, стаціонар для хворих. Кожен вівторок та п'ятницю проводився ринок-ярмарок на центральній вулиці. В центрі села, біля колишнього цукрового заводу є стадіон.
Молочно-товарне підприємство «Денихівське» займається виробництво кумису.

## Відомі люди

#### Народилися
- Герасимчук Валерій Назарович (1956) — письменник, член Національної спілки письменників України;
- Гончаренко Іван Сергійович (1950) — український радянський діяч, головний агроном радгоспу «Шевченківський» Тетіївського району Київської області. Депутат Верховної Ради УРСР 11-го скликання;
- Казімєж Маркевич (1874–1932) — польський портретист, пейзажист, драматург та театральний режисер;
- Шиянов Борис Анатолійович (1958) — український політик. Народний депутат України 6-го скликання.

#### Поховані
- Рижук Марія Матвіївна (1933–2017) — депутат Верховної Ради УРСР 7—10 скликань.

## Галерея

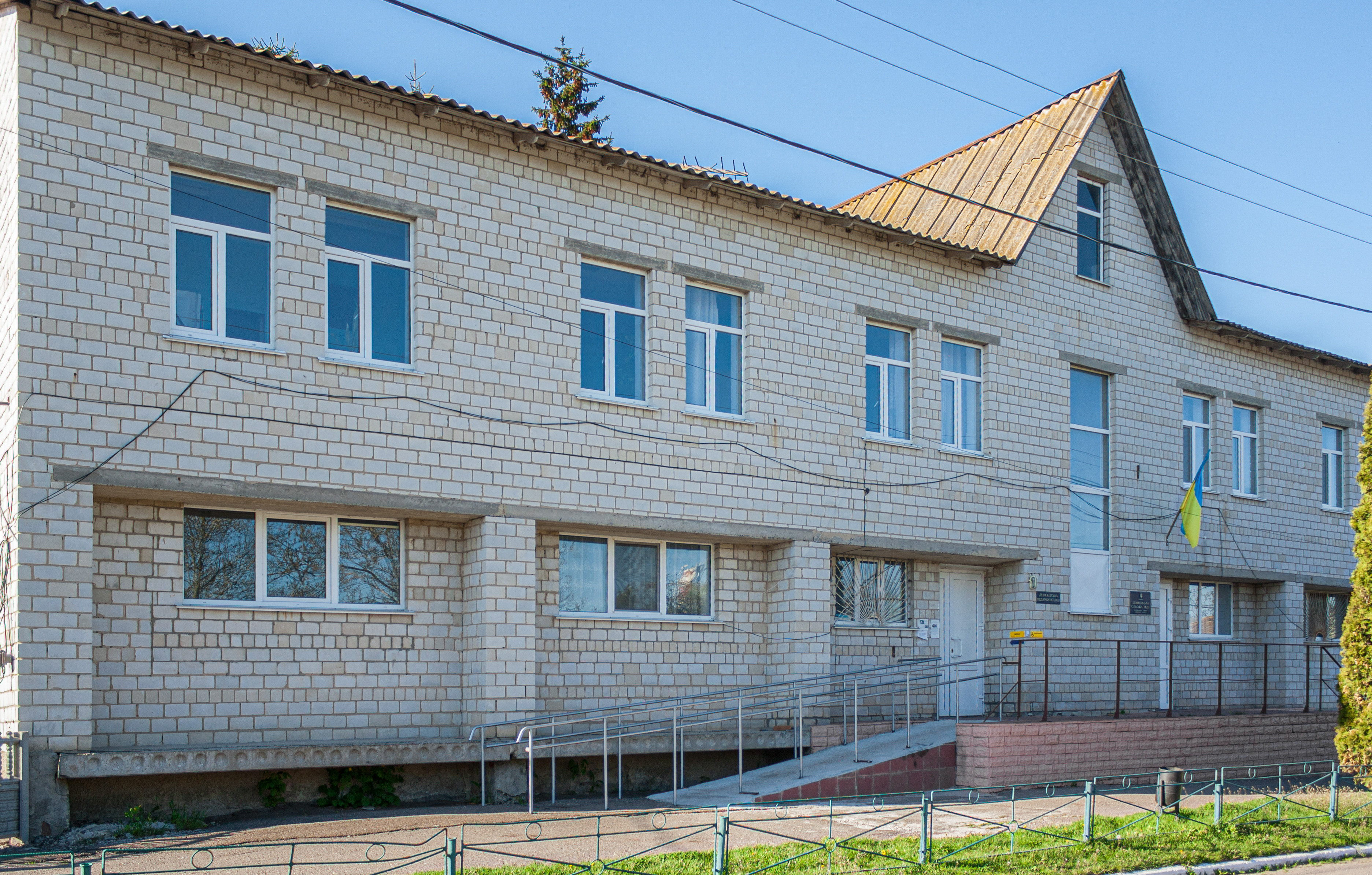
Сільська рада і амбулаторія
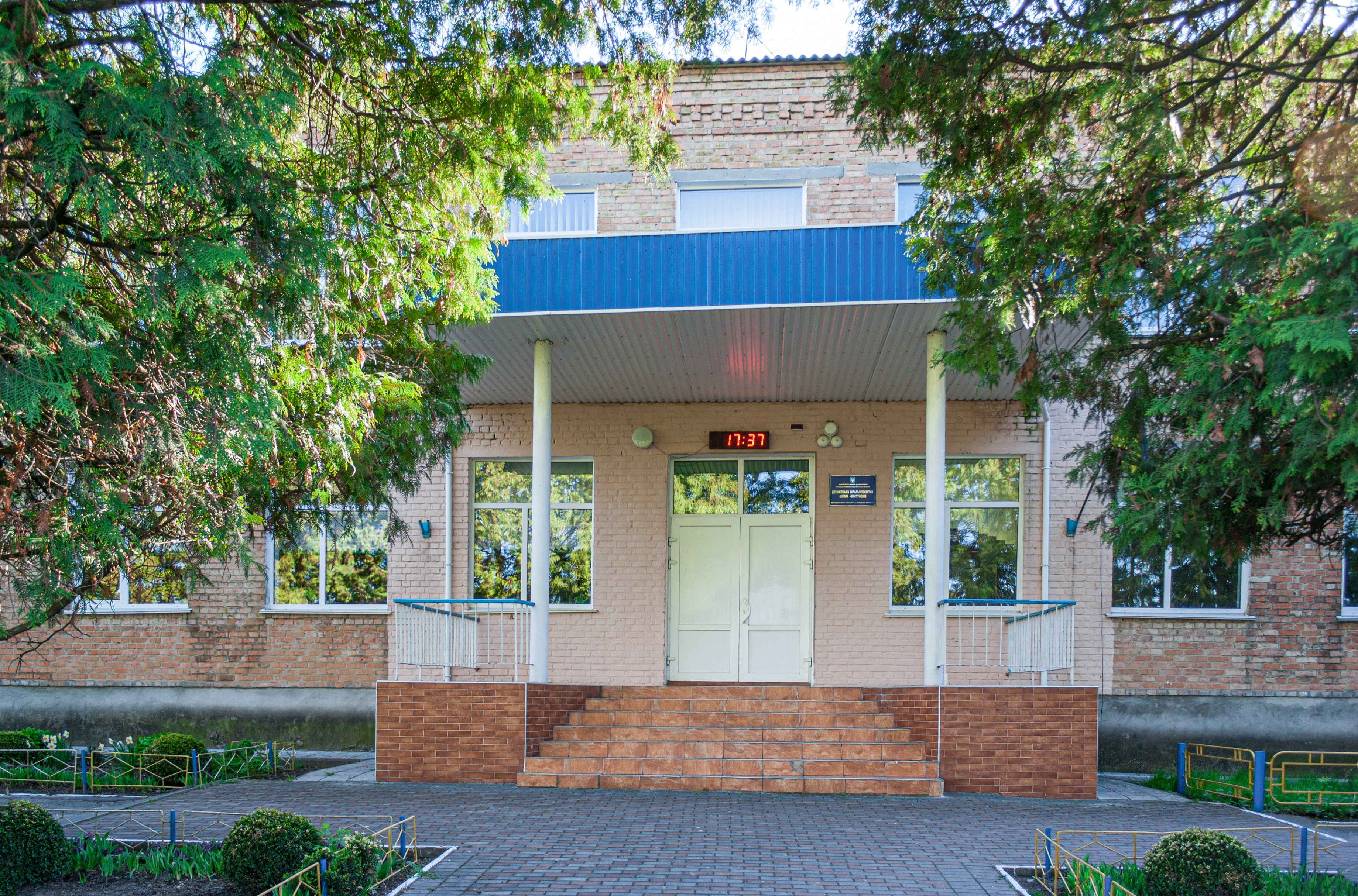
Школа
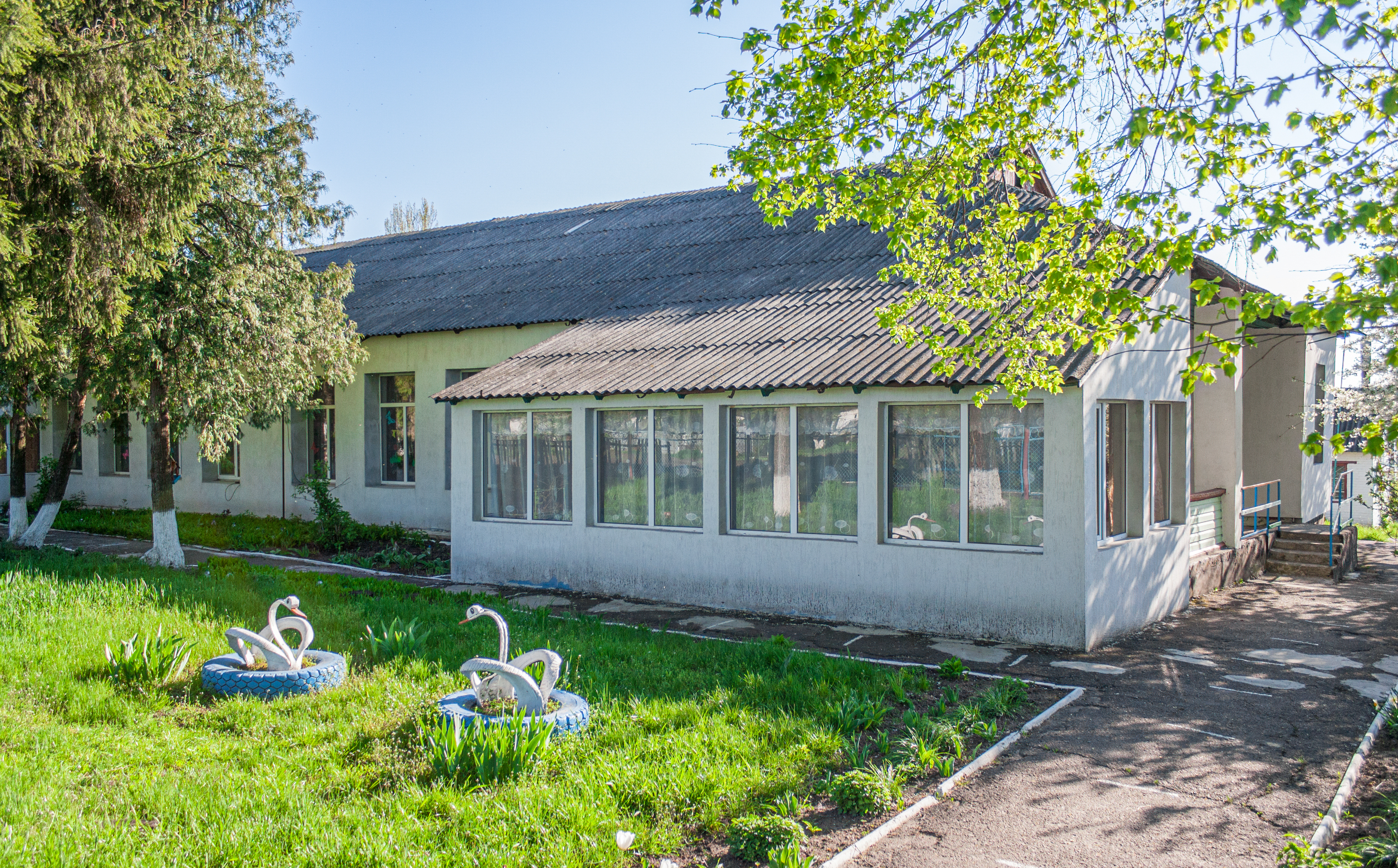
Дитсадок
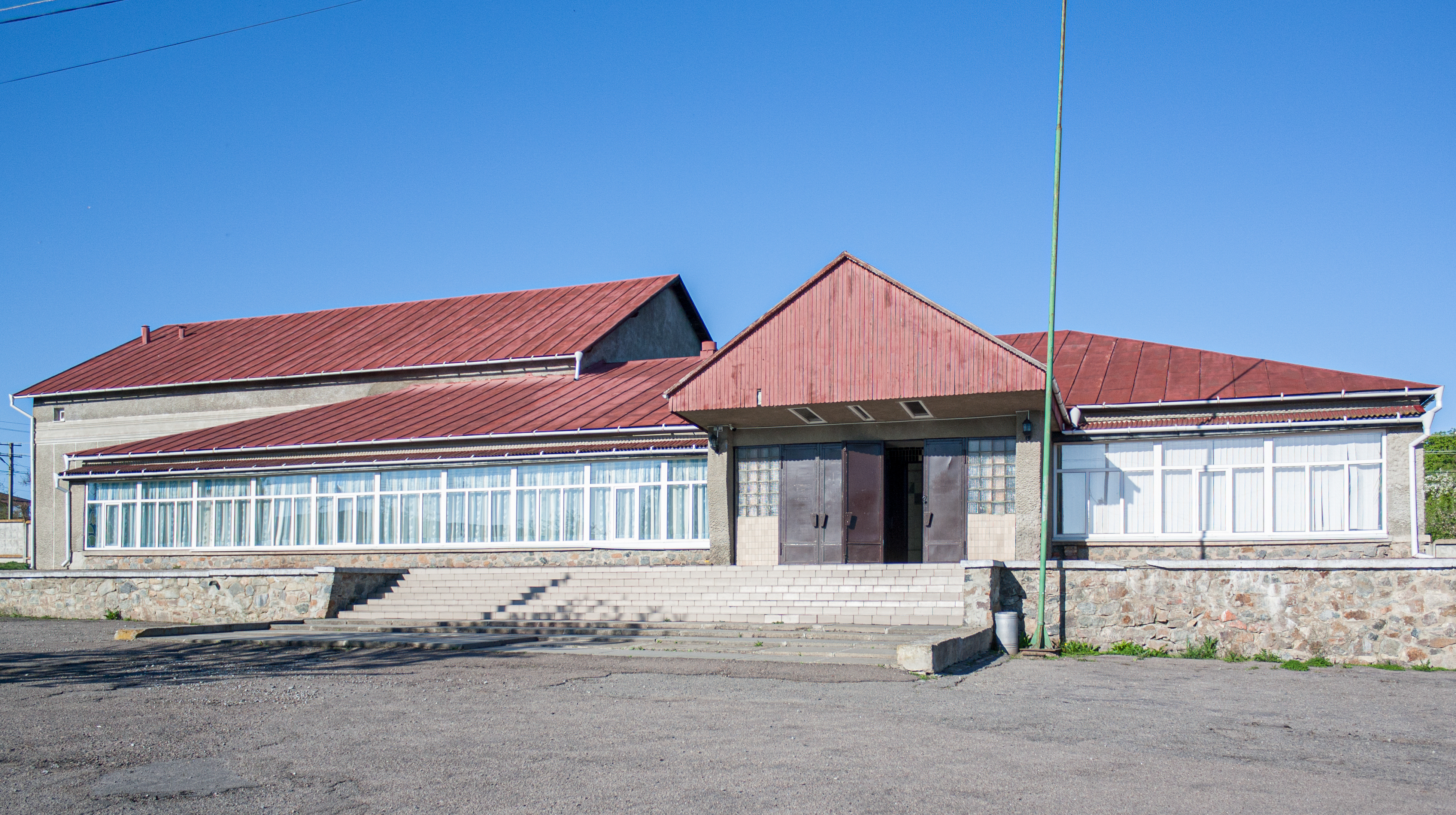
Будинок культури
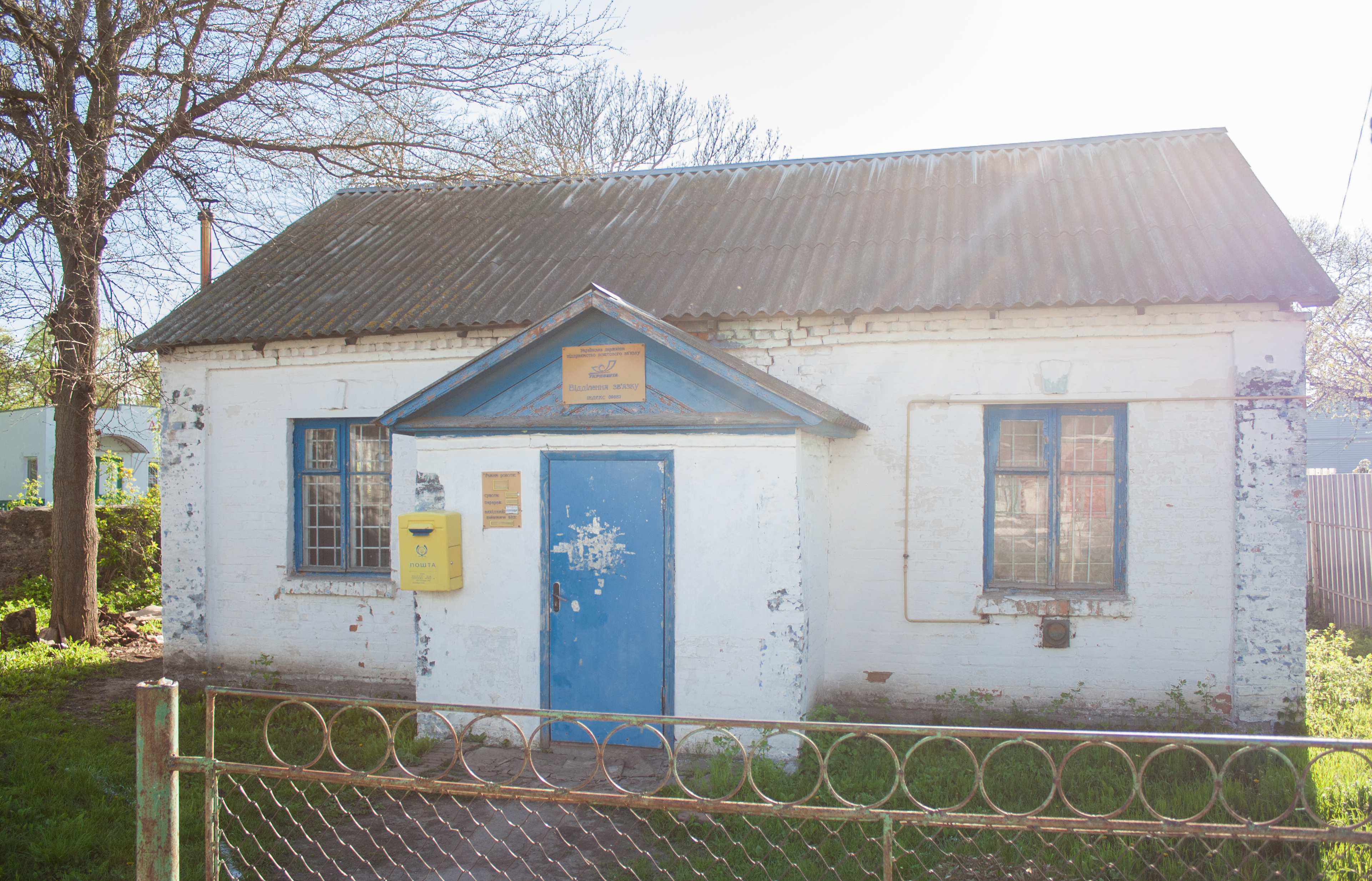
Пошта
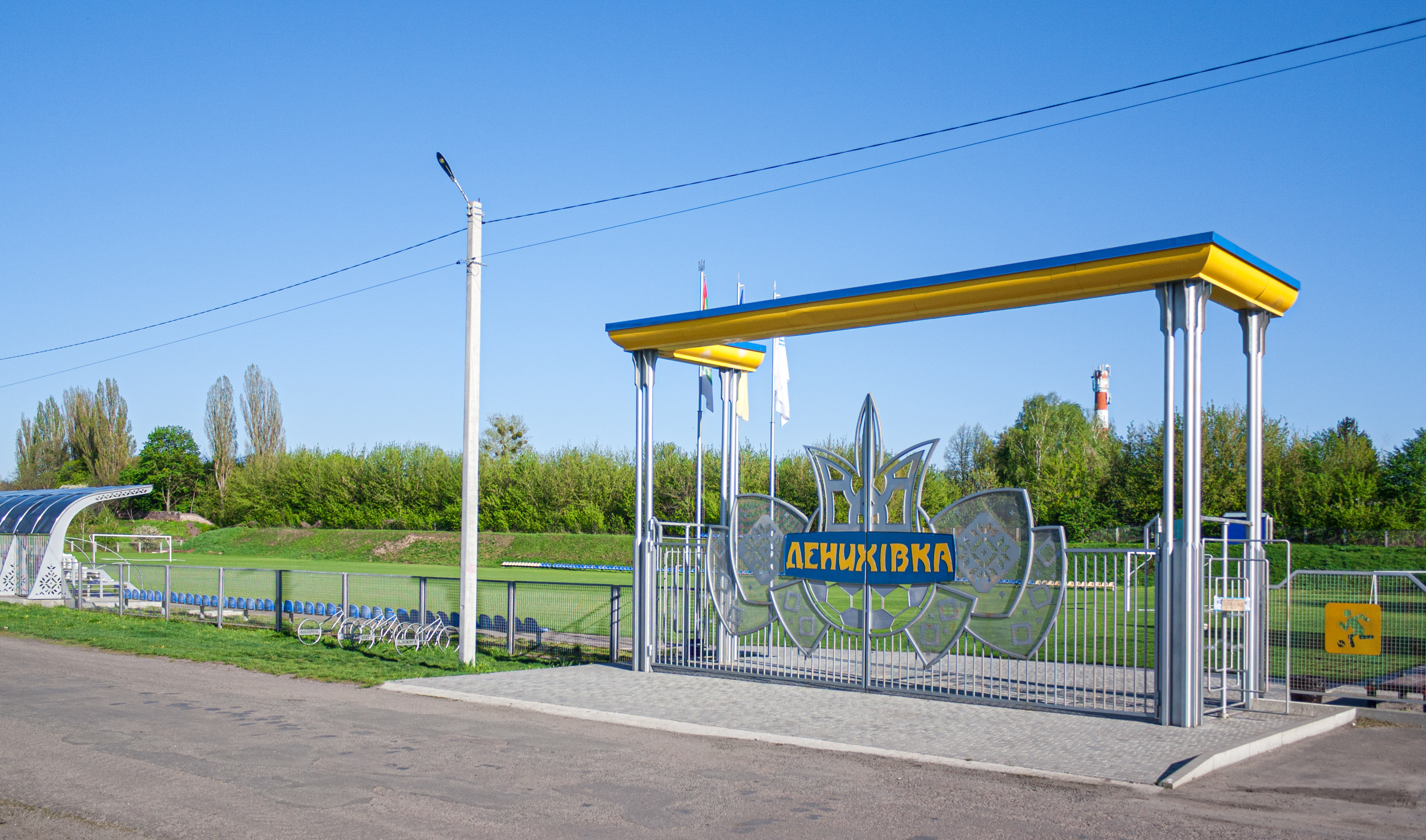
Стадіон
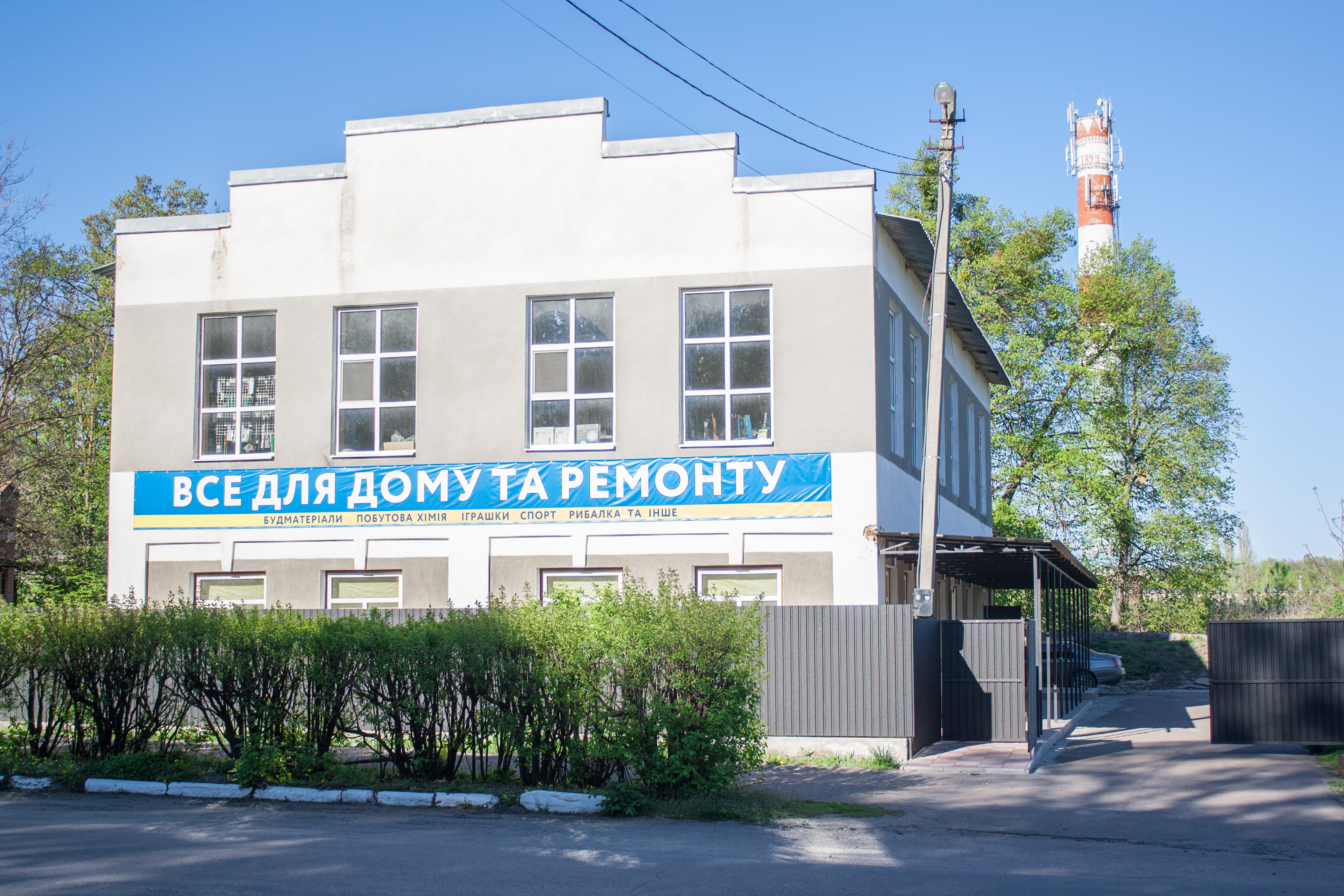
Магазин
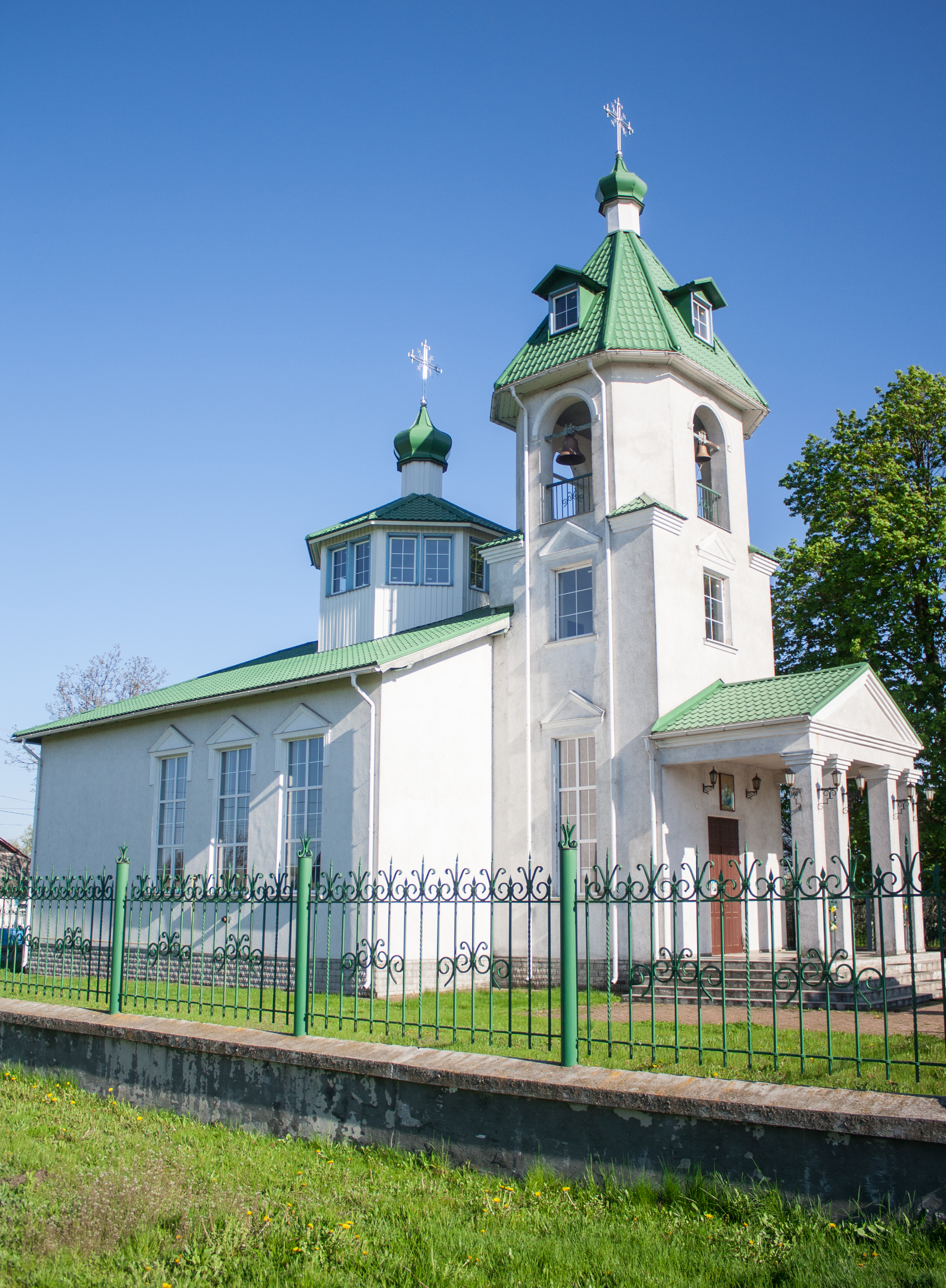
Церква Казанської ікони Божої Матері
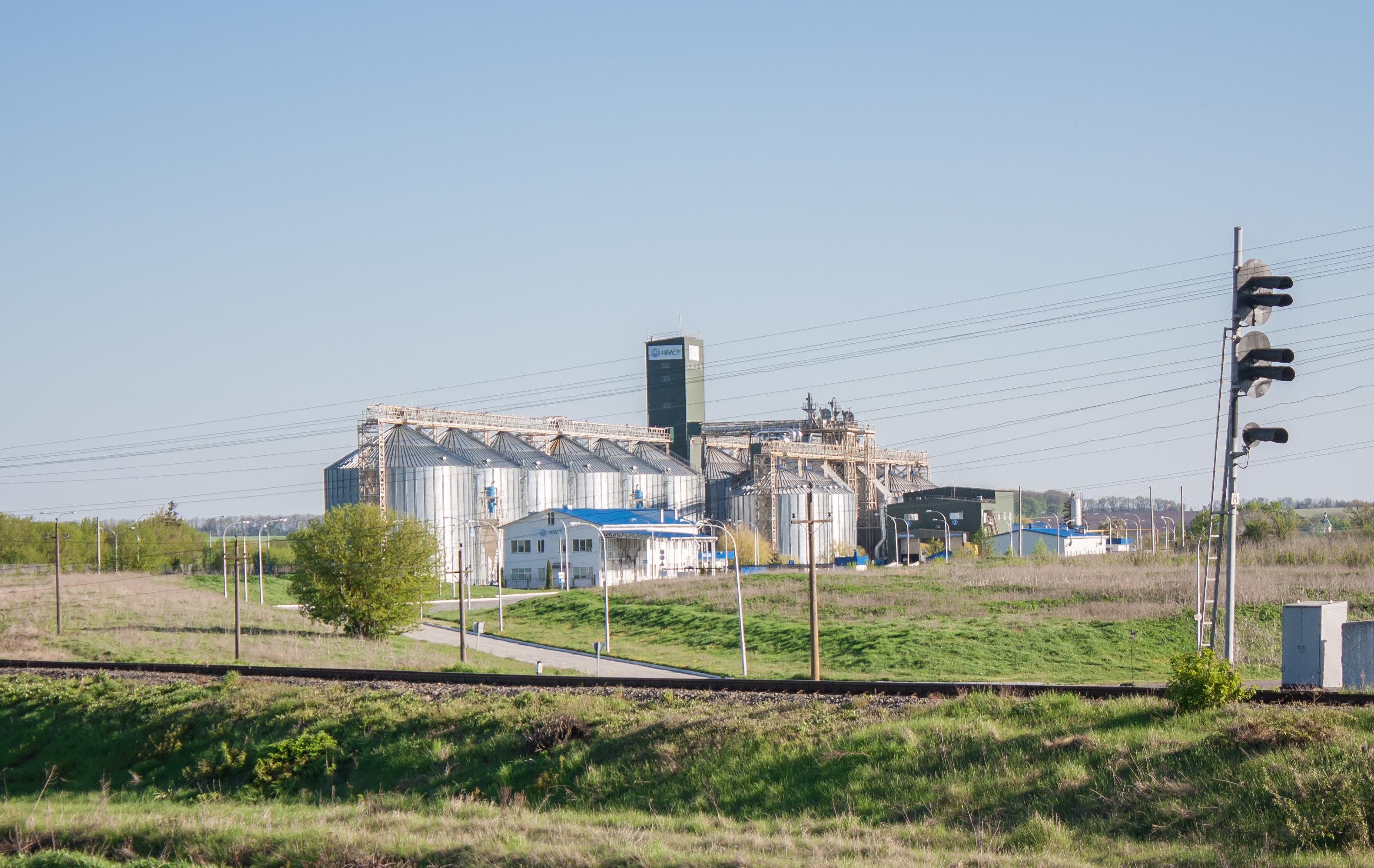
Елеватор
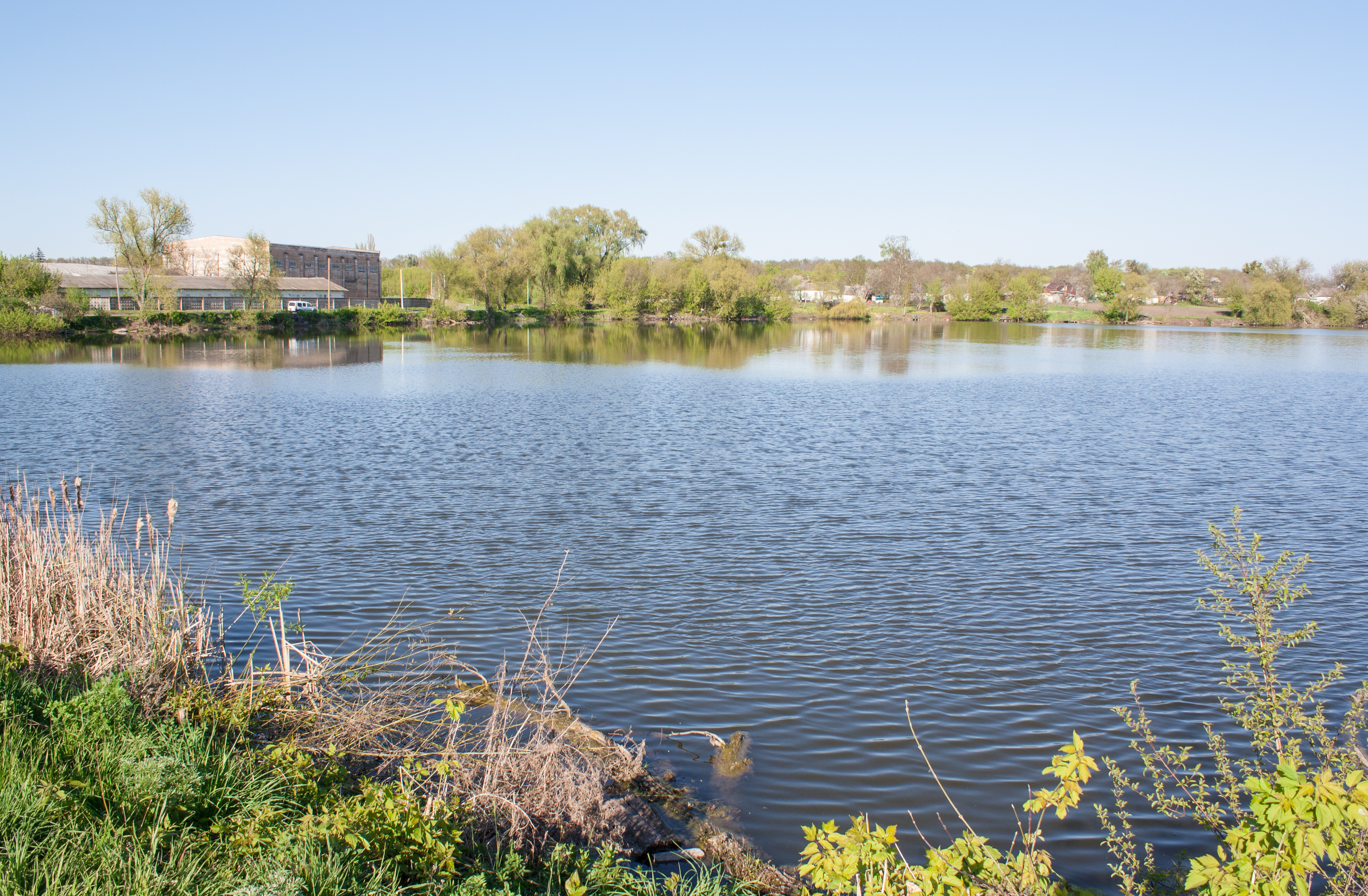
Ставок на річці Дубравка
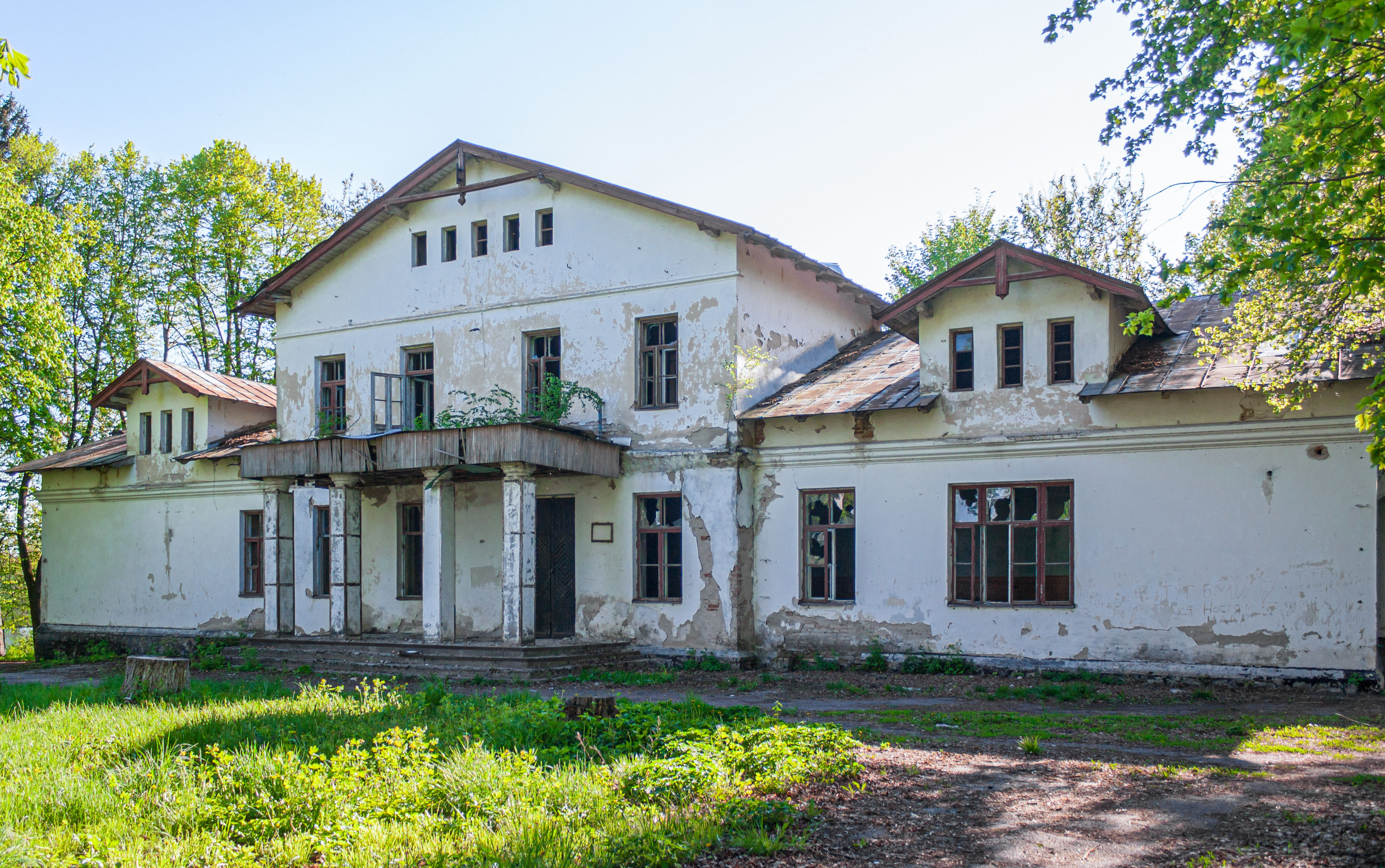
Будинок директора цукрового заводу (1899 р.)
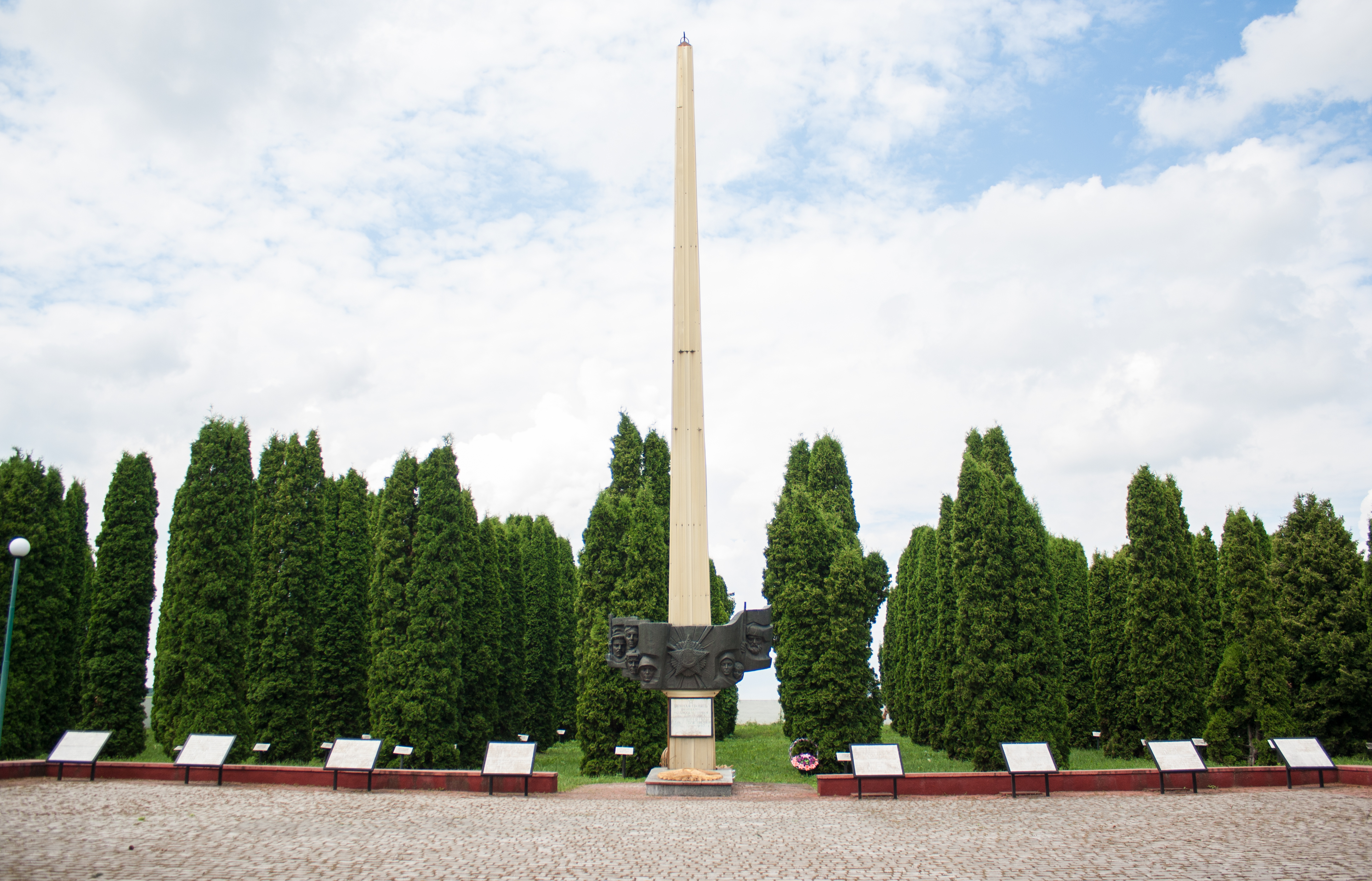
Пам'ятник воїнам-односельцям
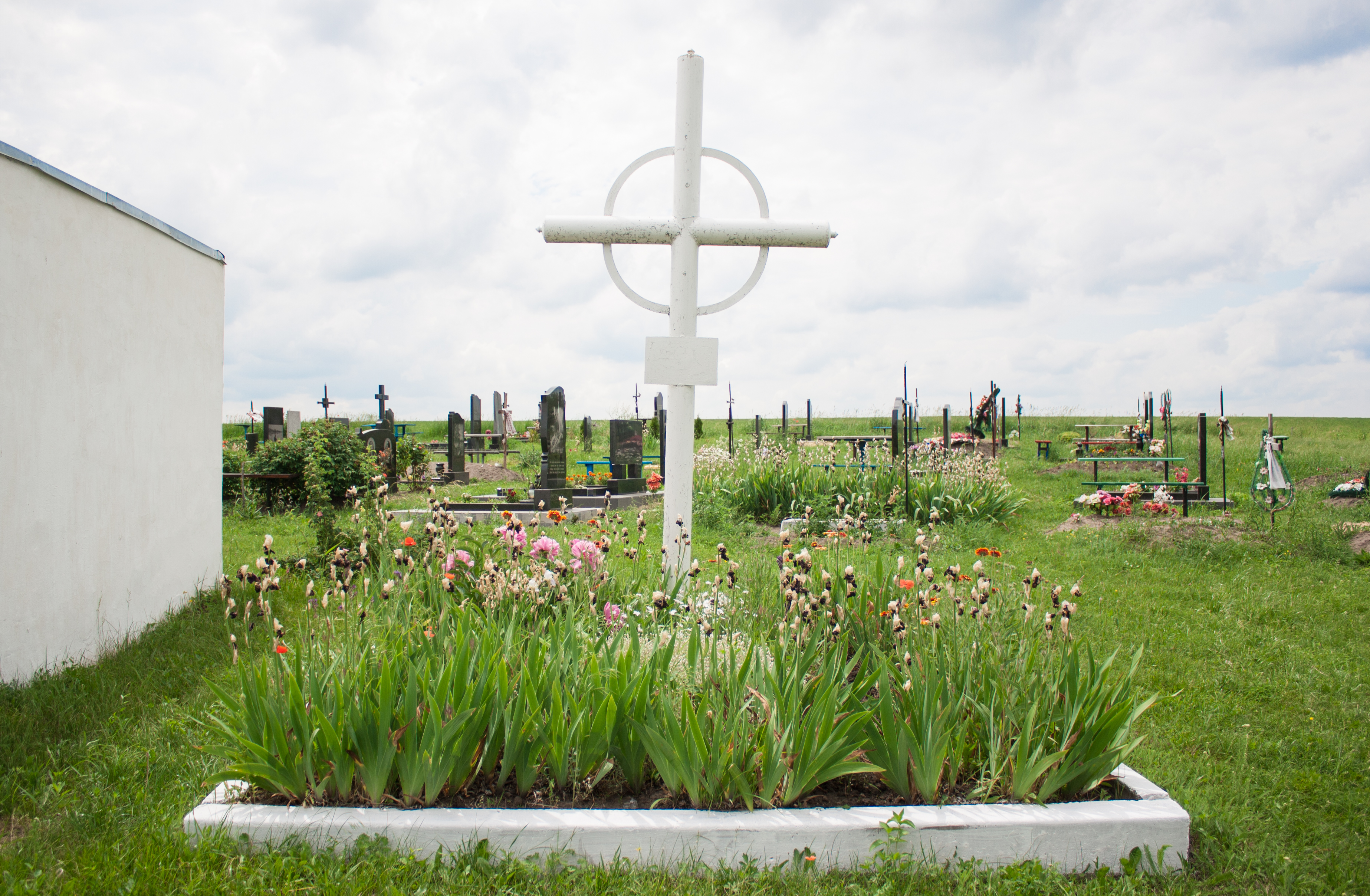
Пам'ятний знак жертвам Голодомору
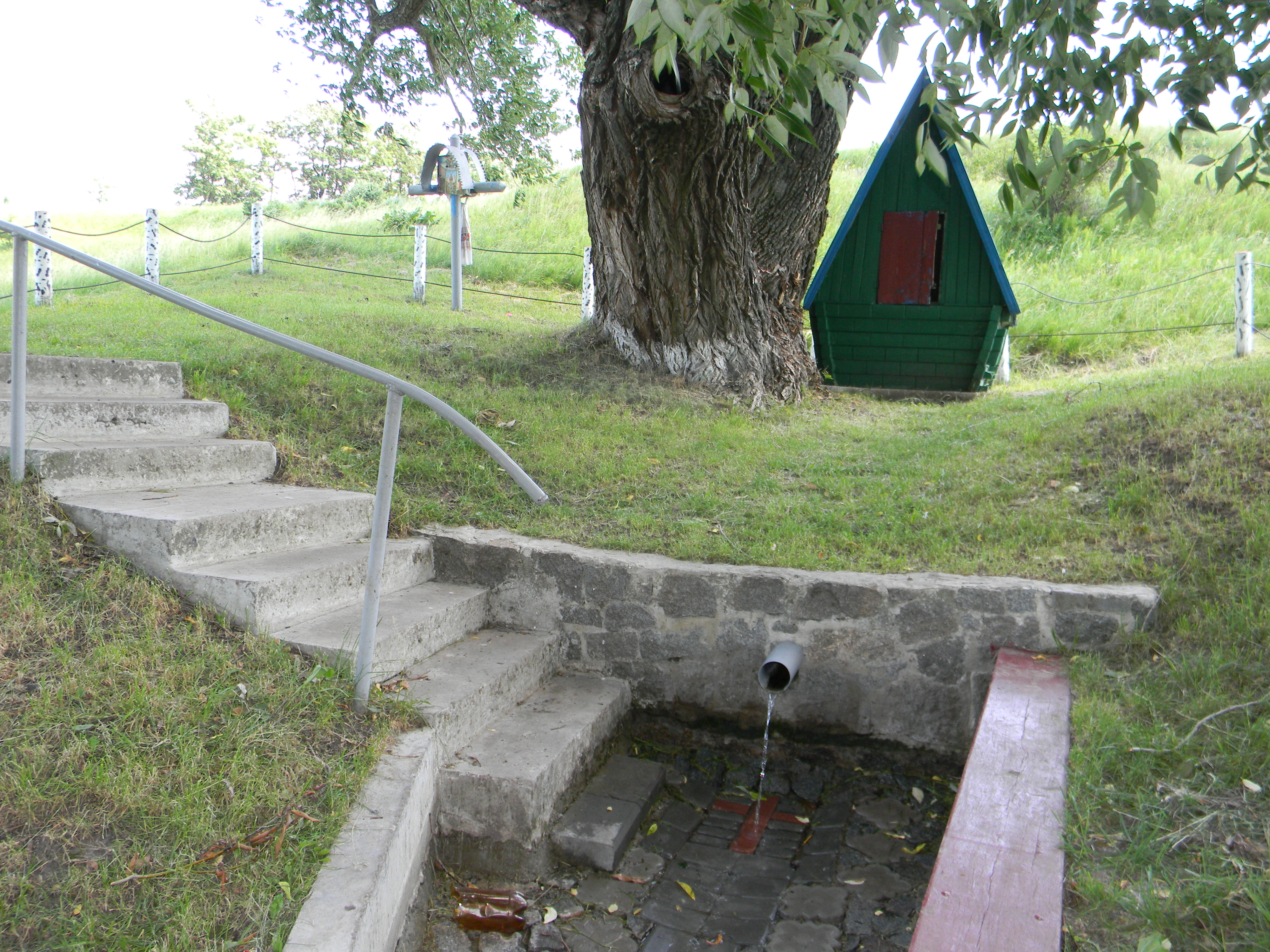
Околиці села
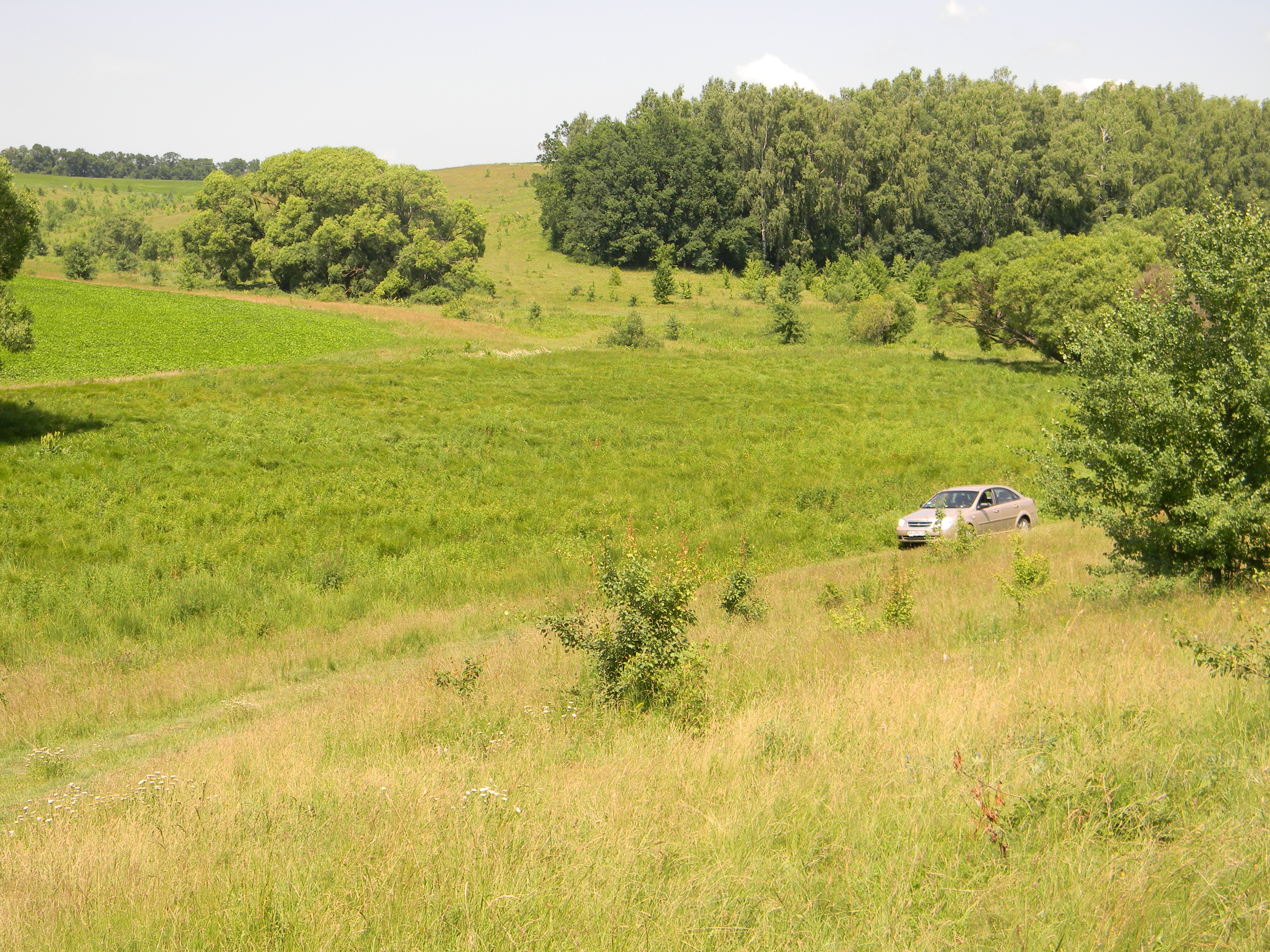
Околиці села